# Stephanie Morton
Stephanie Morton (Adelaide, 28 november 1990) is een Australisch baanwielrenster gespecialiseerd in de sprintonderdelen. Morten werd wereldkampioen op de teamsprint in 2019. Ze nam deel aan de Olympische Zomerspelen van 2016.

## Para Cycling
Morton is actief geweest in het Para-cycling op de tandem, als pilote van Felicity Johnson. Samen wonnen ze op het Wereldkampioenschappen baanwielrennen para-cycling de 1km tijdrit in 2011 en 2012 en de sprint in 2012. Morton en Johnson wonnen de 1km tijdrit tijdens de paralympische Spelen in 2012.

## Belangrijkste uitslagen

### elite
| Jaar | AK                                 | OK                           | WK                  | Overig |
| ---- | ---------------------------------- | ---------------------------- | ------------------- | --- |
| 2008 | teamsprint                         |                              |                     | |
| 2009 | teamsprint                         |                              |                     | |
| 2010 | teamsprint                         |                              |                     | |
| 2011 | teamsprint · 500m tijdrit · keirin |                              |                     | |
| 2012 |                                    | keirin                       |                     | |
| 2013 | teamsprint · sprint                | teamsprint · sprint          |                     | WB Aguascalientes: teamsprint |
| 2014 | teamsprint · keirin · sprint       | teamsprint · sprint          |                     | Gemenebestspelen: sprint, 500m tijdrit · WB Guadalajara: teamsprint |
| 2015 | teamsprint · sprint                | teamsprint · keirin          |                     | WB Cali: teamsprint · WB Cambridge: teamsprint, sprint |
| 2016 | teamsprint · sprint · keirin       |                              |                     | WB Hongkong: keirin · Olympische Spelen 4e teamsprint |
| 2017 | teamsprint · sprint                | keirin · sprint              | teamsprint · sprint | WB Pruszków: sprint, keirin |
| 2018 |                                    | teamsprint · sprint · keirin | sprint              | Gemenebestspelen: teamsprint, sprint, keirn, 500m tijdrit · WB Saint-Quentin-en-Yvelines: teamsprint, sprint · WB Milton: teamsprint, keirin, sprint · WB Berlijn: sprint · WB Londen: sprint, keirin |
| 2019 |                                    |                              | teamsprint · sprint | |
| 2020 |                                    |                              | teamsprint · keirin | |

### Para-cycling
2011
- Wereldkampioenschappen baanwielrennen, 1 km[1]

2012
- Wereldkampioenschappen baanwielrennen, 1 km[2]
- Wereldkampioenschappen baanwielrennen, sprint
- paralympische Spelen, baanwielrennen, 1km[3]